# Belinda Snell
Belinda Rose Snell, (nascuda el 10 de gener de 1981 a Mirboo North, Austràlia) és una jugadora de bàsquet australiana. Ha aconseguit 4 medalles en competicions internacionals amb Austràlia, entre Mundials i Jocs Olímpics.